# SHORT PEACE
『SHORT PEACE』（ショート・ピース）は、2013年7月20日に公開された日本のオムニバスアニメ映画。

## 概要
『AKIRA』などの革新的な漫画・アニメ作品で世界的に知られる大友克洋の『スチームボーイ』以来9年ぶりとなる劇場アニメーション。江戸時代の大火を背景に商家の娘と火消しの男の悲恋を描いた大友監督の「火要鎮」のほか、森田修平監督の「九十九」、安藤裕章監督の「GAMBO」、カトキハジメ監督の「武器よさらば」の4編で構成されるオムニバス。さらにオープニングアニメーションを森本晃司が制作している。
"日本"を共通テーマに、日本を代表するクリエイターたちがそれぞれのセンスと技術を駆使し、時代は過去から未来まで、ジャンルも時代劇やアクション、SFと、多様な作品を制作した。
タイトルは、オムニバスプロジェクトというところから大友の漫画短篇集『ショート・ピース』から借用した『SHORT PEACE』に落ち着いた。
第16回文化庁メディア芸術祭アニメーション部門で『火要慎』が大賞、『九十九』が審査委員会推薦作品を受賞。さらに『九十九』は第85回アカデミー賞の短編アニメーション部門にノミネートされ、第67回毎日映画コンクール 大藤信郎賞も獲得している。『SHORT PEACE』としては、VFX-JAPANアワード 2014劇場公開アニメーション映画部門優秀賞を受賞した。

## オープニング
『アニマトリックス』などのビジュアルクリエイター森本晃司がオープニングを担当。ディレクションのみならず作画から背景までほとんど森本によって作られている。短い映像だが、繊細な作りで、いろいろなメタファーが盛り込まれている。

### キャスト
麻衣
声 - 春名風花
メイサ
声 -  中村美友

### スタッフ
- デザインワーク・作画・監督：森本晃司
- 音楽:Minilogue
- CGI監督：篠田周二、吉野功一

## 九十九
『九十九』（つくも）は、森田修平監督による和風テイストでユーモラスに提示された物の怪の怪異譚。英題は「占有する」「憑りつく」という意味の『POSSESSIONS』。14分。
森田が「ものに魂が宿る」というテーマで、立体の得意な造形作家の岸啓介に妖怪ネタのプロットやイメージイラストを依頼。岸は全く異なる3本のストーリー原案を作り、森田がそこから1本を選んでシンプルなストーリーを組み立てて行った。
「九十九」、つまり付喪神であるので、「物」としての実在感を表現するため、3DCGを用いて着物や物体の質感や立体感を意識しつつ、同時に絵としての主線も活かそうとした。
森田は監督の中では最年少で、大友とはちょうど二回りの年の差がある。大友も参加した『FREEDOM-PROJECT』が縁で本作に参加した。実制作は少人数で行われ、メインスタッフは森田とキャラクターデザインの桟敷大祐、CGI監督の坂本隆輔、そして『FREEDOM』のCGI監督だった佐藤広大の4人。そこにエフェクト系作画の堀内博之、美術の中村豪希と岸が加わった。

### あらすじ
時は18世紀。嵐の夜に深い山中で道に迷った男が小さな祠を見つける。中に入るとそこはいきなり別世界の部屋に変化して、捨てられた唐傘や着てもらえなくなった着物などのモノノケ達が化けて出てくる。男はその古い道具たちを丁寧に修理して慰めてやる。

### キャスト
男
声 - 山寺宏一
反物小町
声 - 悠木碧
蛇の目蛙
声 - 草尾毅

### スタッフ
- 脚本・監督：森田修平
- ストーリー原案・コンセプトデザイン：岸啓介
- キャラクターデザイン：桟敷大祐
- CGI監督：坂本隆輔
- 美術：中村豪希
- 作画：堀内博之
- CGI：佐藤広大
- 題字：木下真理子
- 音楽：北里玲二
- 音響監督：鶴岡陽太

## 火要鎮
『火要鎮』（ひのようじん）は、巨大都市江戸を舞台に、悲恋の情念が業火となって街をのみこむ大スペクタクル作品。原作は大友の漫画『火之要鎮』。12分43秒。
「ようじん」には、鎮魂や鎮守の"鎮"の字を使用している。江戸期の用字では他にも別な漢字で何種類かあったが、どことなく江戸情緒を感じる「要鎮」を使っている。
伝統的な日本画の画風を映像表現のモチーフとし、舞台である300年前の東京（江戸）の風俗や道具、生活を精緻な筆致で描写することにより江戸情緒を再現。アヌシー国際アニメーション映画祭で多くの短編アニメーションを観た大友が「自分も作ってみたい」と思ったのが企画の始まり。アヌシーを一緒に訪れていたShort Peaceのアソシエートプロデューサーの江口美都絵から、COMIC CUE創刊号に掲載されていた大友の短編マンガ『火要鎮』を念頭に、「国際フェスティバルに出すなら日本的なものがいい」との意見を聞き、テーマを検討。日本を舞台にすることに決め、帰国後数日でアニメーション『火要鎮』の構想も決まり、一気にコンテを作成。セルによる作画のアニメーションの表現と、3DCGによる表現を融合させ、斬新な映像表現を実現した。
企画の初期段階では、江戸の振り袖火事と呼ばれた「明暦の大火」や落語の「火事息子」や「八百屋お七」を題材に話が広がった。大友は以前より日本の古典、芸能、文化に造詣が深く、江戸でのスペクタクルといえば火事であろうということで本作の骨子に繋がった。
大友はシナリオなしで絵コンテを描き始め、ほぼ全カットのレイアウトと背景原図を担当した。
大友は、以前描いた漫画は博打や刃傷沙汰などドロドロした長屋話で画になりにくいと感じたので、「江戸の火消しの話」をちゃんと描こうと考えた。前半は江戸の日常を丹念に描いた絵巻物風の「静」の世界、後半はスペクタクルとなる派手な火事とアクションの「動」をピークにもってきて、静から動への二重構造で構成した。絵巻物風にやりたい前半には普通の遠近法とは異なる平行パースを、アクションが主体になる後半は普通の遠近法を用いて、前半の「静」と後半の「動」を分けている。
日本画のテイストで表現していることから決してリアリティのある画ではないのだが、それを逆に利用して確固とした実在感を感じられる人物や背景の表現になることを追求した。本物を作るというコンセプトで制作した作品なので、虚構の江戸ではなく、江戸は実際にはこのようであったであろうという空気感を可能な限り再現することに勤めているが、正確にしすぎると逆に不思議なものにも見えかねないので、リアリズムよりは昔の絵巻物の様式美のような感じを目標にした。
3DCGは火消しの群集シーンで主に使っているが、大部分は手描きの表現となっている。メインの部分は作画で制作しているので、作画とCGの混在を違和感無く表現することを心がけたという。着物の柄と刺青は実際に筆で描いたテクスチャを回転図に起こして手作業で1枚ずつ作画したキャラクターに貼り込んでいる。

### あらすじ
18世紀の江戸の町。商家の娘お若と幼馴染の松吉は互いに惹かれ合っていたが、家を勘当された松吉は町火消しとして生きる。そんな時、お若に縁談が持ち上がる。松吉への思いを忘れられないお若の狂った情念からの行動は大火事を引き起こし、江戸の町を焼き尽くす。その大火の中で、二人は再び巡り合う。

### キャスト
お若
声 - 早見沙織（子供時代の声 - 石井心愛）
松吉
声 - 森田成一（子供時代の声 - 佐藤瑠生亮）
お梅
声 - 小林ゆう
鶴之助
声 - 石田太郎
仲人
声 - 江森正明
仲人夫人
声 - 落合るみ
お若の父
声 - 飯島肇
お若の母
声 - 久保田民絵
番頭
声 - 神奈延年
定吉
声 - 相ヶ瀬龍史
火消し頭
声 - 高瀬哲朗
火消し
声 - 西前忠久、川原慶久

### スタッフ
- 脚本・監督：大友克洋
- キャラクターデザイン・ビジュアルコンセプト：小原秀一
- 音楽：久保田麻琴
- 作画監督：外丸達也
- エフェクト作画監督：橋本敬史
- 演出：安藤裕章
- 美術：谷口淳一、本間禎章
- CGI監督：篠田周二
- 画面設計：山浦晶代
- 音響監督：鶴岡陽太

## GAMBO
『GAMBO』（ガンボ）は、大熊と鬼との激闘を重量感たっぷりに描写した作品。監督は、大友の『スチームボーイ』のCG監督や『FREEDOM-PROJECT』の演出を務めた安藤裕章、クリエイティブディレクターに石井克人、キャラクター原案にエヴァンゲリオンシリーズの貞本義行を迎えて制作された。安藤は『火要鎮』の演出も担当し、それを終えた後に石井克人の企画書をもとに監督を担当することになった。
作品のテーマは暴力。「鬼」とは外からの暴力であり、「熊」はそれに対する内からの暴力で、その象徴的な二つの暴力のぶつかり合いの話という意味付けがなされている。安藤は、「目をそらすような、それでも目が離せないギリギリの緊張感を楽しんで欲しい」という。
『GAMBO』というタイトルは、石井が「音の響き」で決めたが、安藤はそこに「少女の破壊願望」という意味も含めている。
映像としてねらったのは、CGを使って絵画的な雰囲気のままアニメーションとして動かすこと。また、バイオレンス作品としての荒く力強い画面を3DCGの技術を活用して描いている。

### あらすじ
16世紀末の戦国時代末期。最上領（東北地方）の山中に、天空より何かが落下した。その直後、寒村に一匹の巨大な鬼のような化け物が現れ略奪の限りを尽くす。時を同じくして、寒村に暮らす少女カオは人の言葉を理解する神秘的な白い熊と出会い、カオはその熊に救いを求めた。鬼の巣に向かった熊は、鬼に捕まっていた女に出会う。鬼の子を身ごもった女に自分を殺すよう嘆願された熊は、願いを聞き入れて鬼の巣ごと破壊する。熊は戻って来た鬼と死闘を演じるが、カオは恐怖から逃げ出そうとして侍の青年にたしなめられ、熊のために祈るように言われる。侍の青年は駆けつけた鉄砲隊とともに鬼に蹴散らされるが、熊は鬼と相打ちとなる。

### キャスト
カオ
声 - 田村睦心
最上領に住む少女。民衆を襲撃する鬼になすすべなく、悔しさをにじませる。現れたガンホに助けを求め、ガンホと鬼の死闘の前から逃げ出そうとするも二元次の叫びを聞き祈り続ける。鬼を退治した後絶命したガンホの前でありがとうと泣き叫ぶ。
ガンホ
声 - 酒井敬幸
カオの前に現れた白い熊。カオの懇願を聞き鬼の巣を攻撃する。帰ってきた鬼と死闘を演じ、最後は致命傷を負いながらも鬼を噛み殺し、絶命する。
鬼
声 - 室園丈裕
最上領に突如現れた赤い鬼。宇宙船らしき巣からして宇宙人と推測される。シカを連れて巣に連れ帰るも、獲物をとっている間にシカを巣ごとガンホに破壊されて怒り狂う。ガンホや二元次、さらには最上兵を次々となぎ倒していくも最後はガンホに噛み殺される。
二元次
声 - 浪川大輔
最上氏に仕える侍の青年。着物にあった家紋は明石屋に似た「丸に十文字」。兵を連れ鬼退治に出るが返り討ちに遭う。ガンホと鬼の死闘から逃げ出そうとするカオに対し逃げずに祈れと叫び、ガンホを助けるため長槍を持って襲撃をするが再度払われてしまう。重傷を負いながらも生存。
シカ
声 - 宮川美保
最上領に住む女性。家族と共に鬼に拉致され、巣の中で鬼の子を妊娠させられていた。ガンホが現れると殺してくれと嘆願し、巣ごと爆死する。
村長
声 - 糸博
最上領にある村の長。起き上がった鬼を退治するよう二元次に依頼する。
猿一
声 - 田尻浩章
二元次と共に鬼退治に出るも返り討ちに合う。
最上軍隊長
声 - 森一馬
鬼退治のため兵を連れて現れ、馬に乗り指揮を執っていた。鬼を倒した後、カオに対し「この白い熊は何者だ？」と問いただす。
シカの母
声 - 風村綾乃
シカと共に鬼を家に連れて看病するが、起き上がった鬼に殺される。
シカの夫
声 - 河相智哉
シカと共に鬼を家に連れて看病するが、起き上がった鬼に殺される。
僧侶
声 - 仁科洋平
シカの家でお経を唱えていた人物。シカの夫や母が殺された後も祈り続けており、生死は不明。

### スタッフ
- 監督：安藤裕章
- 原案・脚本・クリエイティブディレクター：石井克人
- キャラクターデザイン原案：貞本義行
- 脚本：山本健介
- キャラクターデザイン・作画監督：芳垣祐介
- 美術監督：本間禎章
- CGI監督：小久保将志
- CGアニメーションチーフ：坂本隆輔
- 色彩設計・色指定：久保木裕一
- コンポジットチーフ：佐藤広大
- 音楽：七瀬光
- 音響監督：鶴岡陽太

## 武器よさらば
『武器よさらば』（ぶきよさらば）は、自律戦車と強化装甲服部隊の激戦を圧倒的ディテールとスピード感で描いた大友克洋原作の同題の短編漫画を、ガンダムシリーズなどのメカデザイナーとして知られるカトキハジメが初監督として映像化。大友からの「短編は詩みたいなものだから」という言葉をヒントに、伝説的な戦闘アクション漫画をリアリティと革新性のある描写を目指して再構築し、エキサイティングなアクション作品でありながらも、無常観の漂うテイストに仕上げた。カトキは、30年前の大友の革新的デザインや表現について、ファンの脳内で思い出補正された原作の記憶と30年の間に進化したミリタリー技術や映像との差分を調整することに集中し、「今の表現ならこれくらい」という風にアップデートしてその行間を埋めたという。
カトキは、大友と初めて会った際に原作漫画への入れ込み具合を話したところ、大友に「そんなに好きなら君がやれば?」と言われたことで監督をすることになった。その後、テーマが日本ということに決まり、企画をどうしようかということになったが、大友が「舞台を未来の東京にしてさ、富士山噴火して灰がいっぱい積もっちゃってさ…」というアイデアを口にしたことで映像化が決まった。

### あらすじ
近未来の東京。ミサイル兵器の回収のため、砂漠の中の廃墟と化した都市を訪れたプロテクションスーツで武装した5人組の小隊は、一台の戦車型無人兵器と遭遇戦となる。しかし、次第に歯車が狂い始め、小隊は窮地に陥っていく。

### キャスト
マール
声 - 二又一成
眼鏡をかけた人物。パワードスーツの番号は「4」。無人兵器戦では使い捨ての武装UAVの展開・管制を担当。探索開始時に地雷を踏み、パワードスーツを着ていたおかげで無傷であったがこれが原因で無人兵器に探知される。地下戦で仲間の犠牲と引き換えにミサイルの無力化に成功した後無人兵器に追い詰められるが、損傷したパワードスーツから脱出する際認識票を落としていた為民間人と見做され非攻撃対象となる。その後去っていく無人兵器をミサイルの子弾頭を手に追いかけて行く。
ラム
声 - 檀臣幸
　釣り目の人物。パワードスーツの番号は「2」。無人兵器戦では対物ライフルによる狙撃を担当。地下駅での戦いで最初に攻撃を受け、損傷で動けなくなった所へ追撃を受け蒸発する。
ギムレット
声 - 牛山茂
　初老の人物でリーダー的存在。パワードスーツの番号は「1」。無人兵器戦では前線指揮を担当。ミサイルの爆破後マールと共に唯一生き残ったかに見られたが、再度現れた無人兵器に頭を撃ち抜かれ即死、その後光線を浴び死体はパワードスーツごと蒸発。
ジン
声 - 大塚明夫
ヒゲを生やした人物。パワードスーツの番号は「3」。無人兵器戦では遠隔操作型のロケットランチャーの設置・発射管制を担当。地下駅でマールを助けるため無人兵器と光線の撃ち合いになるが、相手の光線が勝り蒸発する。
ジャンキー
声 - 置鮎龍太郎
装甲車の運転手であり、唯一パワードスーツを着用しなかった人物。探索の際は装甲車に残り無人探査機の操作をしていたが、地下戦でギムレットの呼びかけに対し炎上する装甲車の外で倒れている映像が映し出され、死亡したとみられる。
ゴンク(GONK)
作中でマール達と交戦する無人歩行戦車。四足歩行の胴体前方に背の高い円筒形の砲塔、後方に多連装ランチャーを搭載し、砲塔基部にはベルト状の多関節アームが収納されている。
砲塔とアーム先端から発射する光線を主な攻撃手段とし、砲塔の光線は鉄筋コンクリートの建物を軽々と抉り飛ばす強力な威力を有する。加えて地上での登場時は全身にスラットアーマーやAPSモジュールを装備している。
地上戦ではロケットランチャーの飽和攻撃と誘導爆弾により沈黙するも誘導爆弾はスラットアーマー部分を貫通し本体には命中しておらず、再起動後はジャンキーを襲撃し地下駅へ侵入。ジンの特攻で主砲を損傷した上TELの自爆に巻き込まれるも尚戦闘能力を失わず、マールのパワードスーツを破壊した事で敵を全滅させたと判断し去って行った。

### スタッフ
- 脚本・監督：カトキハジメ
- 原作：大友克洋
- キャラクターデザイン：田中達之
- メカニカルデザイン：カトキハジメ、山根公利
- CGI監督：若間真
- 作画監督：堀内博之
- 美術監督：小倉宏昌
- 演出：森田修平
- 絵コンテ：カトキハジメ、片山一良
- ストーリーアドバイジング：佐藤順一
- 色彩設計：山浦晶代
- 撮影監督：田沢二郎
- 編集：瀬山武司
- 音楽：石川智久
- 音響監督：鶴岡陽太

## 月極蘭子のいちばん長い日
『SHORT PEACE』プロジェクト5番目の作品として制作されたPlayStation 3用アクションゲーム。

## 共通スタッフ
- 企画：浅沼誠、上山公一、植村祐嗣、河口佳高、伊藤善之
- 製作：大下聡、川城和実、遠谷信幸、内田健二、井上俊次、秋元一孝
- プロデューサー：土屋康昌、内山大輔、向井地基起、小池克実
- 製作委員会：バンダイナムコゲームス、バンダイビジュアル、電通、サンライズ、ランティス、松竹、 トリガー、キングレコード
- アニメーション制作：サンライズ
- 配給：松竹

## 制作
公開の4年ほど前、フランスのアヌシー国際アニメーション映画祭に参加した大友克洋が海外の短編アニメーション作品に触れて自分もチャレンジしたいと思うようになり、企画がスタートした。"日本"という統一テーマはプロジェクトの出発点ではなく、構成をプランニングしている流れの中で出てきた。当初はそれぞれのクリエイターの作家性を売りにしようという考えもあったが、プロジェクトの規模が段々と大きくなり、より多くの観客に見てもらうことを考えて強い統一テーマが必要だという考えに至った。すでに「火要鎮」と「九十九」の企画が進み始めていたため、必然的にテーマは「日本」となった。また大友は前作ですでに海外のイギリスを舞台にした『スチームボーイ』を作っており、その当時「クールジャパン」などの国家戦略の話も出ていたので、「日本」はくくりとしては大きいもののテーマになるのではないかとプロデューサーと話し合い、（日本の）過去から未来までを含めて、なるべく若いアニメーション作家に作ってもらうということをコンセプトにした。当初は現代の話の企画もあったが、立ち消えになった。
日本をテーマにしたことについて公開2年前に起こった東日本大震災との関連性を聞かれた大友は、「企画は震災前からあったのであまり関係ない」と答えている。自分達は日本人でありずっと日本に居るので日本をテーマとすることは自然であり、特別身構える必要もなく、日本が面白そうだから日本をテーマをしたとのこと。

## 公開
日本では2013年7月20日に全国ロードショーとなった。しかし、「火要慎」と「九十九」は、前年の2012年にフランスのアヌシー国際アニメーションフェスティバルでノミネート上映され、国内でも、同年に第14回広島国際アニメーションフェスティバルでの「現代日本のアニメーション」特集と第16回文化庁メディア芸術祭で上映されている。
全国25スクリーンという小規模公開ながら、初日からの2日間で映画観客動員ランキングで初登場第12位となった（興行通信社調べ）。

## 受賞
SHORT PEACE
- VFX-JAPANアワード 2014劇場公開アニメーション映画部門優秀賞[21]

火要鎮
- 第16回文化庁メディア芸術祭アニメーション部門大賞[22][23]
- 第67回毎日映画コンクール 大藤信郎賞[24]

九十九
- 第16回文化庁メディア芸術祭アニメーション部門審査委員会推薦作品[25]
- 第86回アカデミー賞短編アニメ賞ノミネート[26]

## 映像ソフト
| タイトル                           | 発売日        | 規格         | 規格品番   | レーベル           | 備考             |
| ---------------------------------- | ------------- | ------------ | ---------- | ------------------ | ---------------- |
| SHORT PEACE                        | 2014年1月16日 | DVD          | BCBA-4582  | バンダイビジュアル | 通常版。         |
| SHORT PEACE                        | 2014年1月16日 | Blu-ray Disc | BCXA-0808  | バンダイビジュアル | 通常版。         |
| SHORT PEACE スペシャルエディション | 2014年1月16日 | Blu-ray Disc | PCVF-30006 | バンダイビジュアル | 期間限定生産版。 |